# Brestovany
Brestovany (Hongaars: Bresztovány) is een Slowaakse gemeente in de regio Trnava, en maakt deel uit van het district Trnava.
Brestovany telt 2.322 inwoners.